# Sachsens Glanz und Preußens Gloria
Sachsens Glanz und Preußens Gloria ist ein sechsteiliger Fernsehfilm, der auf historische Ereignisse der Jahre 1697 bis 1763 zurückgeht, basierend auf dem Roman von Józef Ignacy Kraszewski. Zusammen mit dem Mehrteiler Die gläserne Fackel von 1989, der die Chronik der Firma Carl Zeiss wiedergibt, gehört die Großproduktion am Ende der DDR zu den wenigen positiv auslegbaren Darstellungen des Feudalismus bzw. des Imperialismus der DDR-Filmgeschichte und thematisiert die brandenburgisch-sächsischen Beziehungen. Die Ausstattungsqualität und die Zahl der Darsteller übertraf alle bisherigen DEFA-Filme.

## Handlung

### Gräfin Cosel I
Der durch die Niederlage im Großen Nordischen Krieg gegen Schweden gedemütigte Kurfürst August der Starke kehrt nach Sachsen zurück, im Nacken seinen jungen schwedischen Widersacher und dessen Soldaten. Der Sieger verlangt den Verlierertribut von Sachsen und seinem Volk. Verletzt und missgestimmt sucht August der Starke Abwechslung in unbändigen Festen und Gelagen. Eines dieser Gelage endet mit einer Wette, in deren Ausgang Anna Constantia von Hoym, geborene von Brockdorff – die Frau des sächsischen Akzisedirektors Hoym – an den Hof beordert wird, um zu zeigen, ob ihr Gatte seine Wette – sie sei die schönste Frau in Sachsen – gewinnen kann. Vom ersten Moment an ist August fasziniert von dieser Frau, die er später zur Gräfin Cosel machen wird. Die Fürstin Teschen ist vergessen, Hoym in die Lausitz geschickt und August beginnt ein zähes Werben um seine schönste und langjährigste Mätresse. Sie ringt ihm ein Eheversprechen ab und zeigt damit ihrem Schicksal den Weg…

### Gräfin Cosel II
Gräfin Cosel regiert Sachsen und seinen Herrscher. Aber sie mischt sich ein in die Politik, will mehr sein als Bettgespielin für den launischen sächsischen Herrscher. Und wiederum nehmen die Intrigen ihren Lauf. Man weiß es am Hof geschickt zu lancieren, dass Anna in Ungnade fällt und August – letztlich ihrer überdrüssig – sie nach Burg Stolpen schickt. Mehrfach versucht sie, ihn um Gnade anzuflehen, mehrfach versucht sie mit Hilfe verschiedener Kavaliere, wie Rittmeister von Rosen, zu fliehen. August indessen vergnügt sich mit neuen Mätressen und neuen Festen. Und neue Gesichter beginnen ihre Rollen am sächsischen Hof zu spielen. Darunter ein Page namens Heinrich von Brühl, der August wiederholt in die polnische Residenz nach Warschau begleitet …

### Brühl – Die große Karriere
Heinrich von Brühl bringt August III. und seiner Frau die Nachricht vom Tode Augusts des Starken, der in Warschau verstorben ist. Im Gepäck einen Brief, der ihn – den inzwischen zum besten Mitarbeiter des Königs gewordenen Brühl – dessen Sohn empfiehlt. Aber August III. tut sich schwer mit der Entscheidung zwischen Brühl und dem Grafen Sulkowski, seinem besten Freund. Und so beginnt hinter seinem Rücken ein erfolgreiches Ränkespiel, das Heinrich von Brühl einige Zeit später zum teuersten ersten Minister seiner königlichen Majestät machen soll.

### Brühl – Der Zweikampf
August III. ist inzwischen polnischer König wie sein Vater. Aber das Regieren fällt dem unentschlossenen Schöngeist schwer. Er überlässt die Staatsgeschäfte seinen Höflingen. Brühl intrigiert sich erfolgreich an die Spitze. August III. ist gezwungen, Joseph von Sulkowski, mit dem ihn eine innige Freundschaft verbindet, aus dem Dienst zu entlassen und zu verbannen. Der Aufstieg des Heinrich von Brühl ist unvermeidlich.

### Aus dem Siebenjährigen Krieg I
Zwei hoffremde Kavaliere, der Schweizer Lebenskünstler Simonis und der Pole Maszlowski, machen auf unterschiedlichen Wegen Bekanntschaft mit den sich verhärtenden Fronten des Siebenjährigen Krieges. Der eine auf der Seite des preußischen Königs, der andere auf der Seite von dessen erklärtem Feind – Sachsen, seinem König und dessen erstem Minister im Besonderen. Preußen marschiert in Sachsen ein, König und Gefolge ziehen sich auf die Festung Königstein zurück und versuchen von dort aus, sich der preußischen Belagerung zu erwehren.

### Aus dem Siebenjährigen Krieg II
Die Bemühungen der Sachsen, sich des Preußenkönigs und seiner marodierenden Übermacht zu entledigen, nehmen ihren Lauf. Friedrich II. jedoch entgeht nicht nur den Anschlägen, er setzt sich in Sachsen fest. Seine Truppen plündern und brandschatzen. Er lässt seine Wut auf Brühl an der sächsischen Bevölkerung aus. Königin Maria Josepha stirbt erschöpft in Dresden, während ihr Mann und sein erster Minister die Folgen ihrer jahrelangen Misswirtschaft zu spüren bekommen. Beide fliehen nach Warschau.

## Produktion und literarische Vorlage
Produziert wurde Sachsens Glanz und Preußens Gloria in den Jahren 1983 und 1984 durch das Fernsehen der DDR, die ersten beiden Teile über Gräfin Cosel erst 1987. Die Serie kostete lt. MDR-Fernsehsendung Umschau 21 Millionen DDR-Mark.
Zahlreiche Aufnahmen entstanden an den tatsächlichen Schauplätzen der Handlung oder an historischen Orten, die als Ersatz für ähnliche, aber nicht mehr existierende oder über die Jahrhunderte zu stark veränderte Bauten dienten. Zu den Drehorten zählten unter anderem der Stallhof im Dresdner Schloss, der Dresdner Zwinger, der Barockgarten Großsedlitz, die Burg Stolpen, die Festung Königstein, die Görlitzer Altstadt, das Schloss Moritzburg, das Bautzner Domstift, das Schloss Albrechtsburg in Meißen,  Park Sanssouci in Potsdam, die Dornburger Schlösser in Dornburg-Camburg, in Leningrad die Eremitage und in Prag die St. Nikolaus-Kirche.
Als literarische Vorlage für Sachsens Glanz und Preußens Gloria dienten drei Romane des polnischen Schriftstellers Józef Ignacy Kraszewski (Gräfin Cosel, Brühl und Aus dem Siebenjährigen Krieg), die auch als Sachsentrilogie bekannt sind. Die detailreichen und in mancher Hinsicht stark von den tatsächlichen historischen Geschehnissen abweichenden Romane wurden jedoch für die Drehbücher erheblich gestrafft und verändert, so dass die Verfilmung eine recht freie Umsetzung der Romanmotive darstellt. Auch inhaltlich gibt es mehrere Fehler, so wurde zum Beispiel Heinrich von Brühl erst 1737 in den Grafenstand erhoben, wird aber im Film bereits 1733 als Graf und damit im Adelsrang auf einer Ebene mit Graf Sulkowski stehend bezeichnet.
Einen Gag baute man in die Serie ein, indem man für die Rolle des jungen Grafen Brühl den Schauspieler und nachmaligen Regisseur Leander Haußmann verpflichtete. Er ist der Sohn von Ezard Haußmann, der den Brühl in den restlichen 4 Teilen spielt. Leander Haußmann konnte auch seinen Freund Uwe Dag Berlin in der Rolle des jungen Sulkowski in die Produktion einbringen. Die beiden Haußmanns trennt im wahren Leben ein Alter von 24 Jahren. Im Film selbst beträgt der Altersunterschied nur 3 Jahre. So spielt Leander Haußmann den Brühl um 1715, während sein Vater den Brühl ab 1733 spielt.
Gert Fröbe zeigte sich sehr begeistert, als er von der Planung des Mehrteilers hörte und wollte die Rolle Augusts des Starken spielen, bot sogar an, sich mit einer unbekannten Millionensumme an dem Projekt zu beteiligen. Letztendlich wurde der Vorschlag abgelehnt. Fröbe war sehr enttäuscht darüber und leitete selbst ein Projekt in die Wege. In dem Fernsehspiel August der Starke von 1984 übernimmt er seine Wunschrolle dann doch. Auf der DVD Sachsens Glanz und Preußens Gloria aus der Reihe Große Geschichten findet sich diese Fernsehproduktion als Bonusmaterial wieder.
Die Dreharbeiten zur Serie wurden dadurch erschwert, dass manche Bauten noch von Kriegszerstörungen gezeichnet und erst teilweise wiederaufgebaut waren, z. B. das Dresdner Residenzschloss. Hinzu kommen verschiedene historische Ungenauigkeiten.  So gibt es einige  Einstellungen, in denen Gegenstände und Gebäude zu sehen sind, die es zum Zeitpunkt der Handlung noch gar nicht gab. So ist in den Stadtansichten von Dresden das Neue Rathaus zu sehen, das aber erst von 1905 bis 1910 gebaut wurde. In verschiedenen Einstellungen sind Gullydeckel zu sehen, obwohl in Dresden erst ab 1850 erste unterirdische Kanäle angelegt wurden. In einer Einstellung im 1. Teil, in der Karl XII. auf seinem Ritt nach Dresden gezeigt wird, sind im Hintergrund die beiden als Marienbrücke bezeichneten Elbbrücken zu sehen, die erst von 1856 bis 1852 bzw. von 1898 bis 1901 gebaut wurden. Etliche Aufnahmen zeigen auch  Gaslaternen, obwohl die ersten Laternen dieser Art Beleuchtung in Dresden erst am 23. April 1828 am Schloss leuchteten. An anderen Stellen sind im Bild z. B. Straßenbahnschienen, Glühlampen, Telefonfreileitungen oder Weidezäune zu sehen. Auch der Dresdner Fürstenzug, die Semperoper und sogar die in den 1970er Jahren elektrifizierte Bahnstrecke Dresden – Bad Schandau finden sich im Film. Ein Kuriosum in dieser Hinsicht ist sicherlich ein Förderband, das im Hintergrund einer Einstellung in Pillnitz im 5. Teil zu sehen ist. Ähnlich verhält es sich teilweise mit der Musik im Film. So wird beispielsweise die Krönung Augusts des Starken im Jahr 1697 mit dem erst im Jahre 1825 komponierten Te Deum des 1770 geborenen Komponisten Anton Reicha untermalt. Allerdings muss man bei all diesen historischen Unkorrektheiten feststellen, dass sie durch geschickte Kameraführung und Schnitt im Film kaum auffallen.
| Folge                            | 1 | 2                                                                       | 3                                                                       | 4                                                                       | 5                                                                       | 6                                                                       |
| -------------------------------- | --- | ----------------------------------------------------------------------- | ----------------------------------------------------------------------- | ----------------------------------------------------------------------- | ----------------------------------------------------------------------- | ----------------------------------------------------------------------- |
| Sie sahen                        | Sachsens Glanz und Preußens Gloria                                                                           | Sachsens Glanz und Preußens Gloria                                      | Sachsens Glanz und Preußens Gloria                                      | Sachsens Glanz und Preußens Gloria                                      | Sachsens Glanz und Preußens Gloria                                      | Sachsens Glanz und Preußens Gloria                                      |
| Frei nach                        | Motiven des Romanzyklus Aus der Sachsenzeit von Józef Ignacy Kraszewski                                      | Motiven des Romanzyklus Aus der Sachsenzeit von Józef Ignacy Kraszewski | Motiven des Romanzyklus Aus der Sachsenzeit von Józef Ignacy Kraszewski | Motiven des Romanzyklus Aus der Sachsenzeit von Józef Ignacy Kraszewski | Motiven des Romanzyklus Aus der Sachsenzeit von Józef Ignacy Kraszewski | Motiven des Romanzyklus Aus der Sachsenzeit von Józef Ignacy Kraszewski |
| (Titel)                          | Gräfin Cosel Teil I                                                                                          | Gräfin Cosel Teil II                                                    | Brühl Teil III                                                          | Brühl Teil IV                                                           | Aus dem Siebenjährigen Krieg Teil V                                     | Aus dem Siebenjährigen Krieg Teil VI                                    |
| Ein Film des                     | Fernsehens der DDR                                                                                           | Fernsehens der DDR                                                      | Fernsehens der DDR                                                      | Fernsehens der DDR                                                      | Fernsehens der DDR                                                      | Fernsehens der DDR                                                      |
| Szenarium                        | Albrecht Börner                                                                                              | Albrecht Börner                                                         | Albrecht Börner                                                         | Albrecht Börner                                                         | Albrecht Börner                                                         | Albrecht Börner                                                         |
| Drehbuch                         | Hans-Joachim Kasprzik                                                                                        | Hans-Joachim Kasprzik                                                   | Hans-Joachim Kasprzik                                                   | Hans-Joachim Kasprzik                                                   | Hans-Joachim Kasprzik                                                   | Hans-Joachim Kasprzik                                                   |
| Dramaturg                        | Erika Emuth                                                                                                  | Erika Emuth                                                             | Erika Emuth                                                             | Erika Emuth                                                             | Erika Emuth                                                             | Erika Emuth                                                             |
| Hergestellt im                   | DEFA-Studio für Spielfilme                                                                                   | DEFA-Studio für Spielfilme                                              | DEFA-Studio für Spielfilme                                              | DEFA-Studio für Spielfilme                                              | DEFA-Studio für Spielfilme                                              | DEFA-Studio für Spielfilme                                              |
| Es sangen                        | |                                                                         | Violetta Madjarowa, Siegfried Lorenz                                    | Violetta Madjarowa, Barbara Sternberger                                 |                                                                         |                                                                         |
| Es spielte das                   | DEFA-Sinfonieorchester – Leitung: Manfred Rosenberg                                                          | DEFA-Sinfonieorchester – Leitung: Manfred Rosenberg                     | DEFA-Sinfonieorchester – Leitung: Manfred Rosenberg                     | DEFA-Sinfonieorchester – Leitung: Manfred Rosenberg                     | DEFA-Sinfonieorchester – Leitung: Manfred Rosenberg                     | DEFA-Sinfonieorchester – Leitung: Manfred Rosenberg                     |
| Musikaufnahmen                   | Klaus Wolter                                                                                                 | Klaus Wolter                                                            | Klaus Wolter                                                            | Klaus Wolter                                                            | Klaus Wolter                                                            | Klaus Wolter                                                            |
| Choreographie                    | Heinz Kretzschmann                                                                                           | Heinz Kretzschmann                                                      | Heinz Kretzschmann                                                      | Heinz Kretzschmann                                                      |                                                                         |                                                                         |
| Wir danken für die Unterstützung | Staatliche Schlösser und Gärten Potsdam Sanssouci                                                            | Staatliche Schlösser und Gärten Potsdam Sanssouci                       | Staatliche Schlösser und Gärten Potsdam Sanssouci                       | Staatliche Schlösser und Gärten Potsdam Sanssouci                       | Staatliche Schlösser und Gärten Potsdam Sanssouci                       | Staatliche Schlösser und Gärten Potsdam Sanssouci                       |
| Wir danken für die Unterstützung | |                                                                         | Staatliche Museen Heidecksburg Rudolstadt                               |                                                                         |                                                                         |                                                                         |
| Wir danken für die Unterstützung | Staatliche Kunstsammlungen Dresden                                                                           |                                                                         |                                                                         |                                                                         |                                                                         |                                                                         |
| Wir danken für die Unterstützung | Barockmuseum Schloß Moritzburg                                                                               | Barockmuseum Schloß Moritzburg                                          | Barockmuseum Schloß Moritzburg                                          | Barockmuseum Schloß Moritzburg                                          |                                                                         | Barockmuseum Schloß Moritzburg                                          |
| Wir danken für die Unterstützung | |                                                                         | Staatliches Museum Schloß Mosigkau                                      |                                                                         | Staatliches Museum Schloß Mosigkau                                      | Staatliches Museum Schloß Mosigkau                                      |
| Wir danken für die Unterstützung | Museum Festung Königstein                                                                                    |                                                                         | Museum Festung Königstein                                               | Museum Festung Königstein                                               | Museum Festung Königstein                                               | Museum Festung Königstein                                               |
| Wir danken für die Unterstützung | Burg Stolpen                                                                                                 |                                                                         |                                                                         |                                                                         |                                                                         |                                                                         |
| Wir danken für die Unterstützung | Staatliches Heimat und Schloßmuseum Sondershausen                                                            |                                                                         |                                                                         |                                                                         |                                                                         |                                                                         |
| Wir danken für die Unterstützung | Museen der Stadt Gotha                                                                                       |                                                                         |                                                                         |                                                                         |                                                                         |                                                                         |
| Wir danken für die Unterstützung | |                                                                         | Barockgarten Großsedlitz                                                |                                                                         |                                                                         |                                                                         |
| Wir danken für die Unterstützung | Staatliche Porzellan Manufaktur Meißen                                                                       |                                                                         |                                                                         |                                                                         |                                                                         |                                                                         |
| Wir danken für die Unterstützung | Albrechtsburg Meißen                                                                                         |                                                                         |                                                                         |                                                                         |                                                                         |                                                                         |
| Wir danken für die Unterstützung | Nationale Forschungs- und Gedenkstätten der Klassischen deutschen Literatur in Weimar – Dornburger Schlösser |                                                                         |                                                                         |                                                                         |                                                                         |                                                                         |
| Wir danken für die Unterstützung | Barockschloß Valtice                                                                                         |                                                                         |                                                                         |                                                                         |                                                                         |                                                                         |
| Wir danken für die Unterstützung | Barockschloß Buchlovice                                                                                      |                                                                         |                                                                         |                                                                         |                                                                         |                                                                         |
| Wir danken für die Unterstützung | Ermitage Leningrad                                                                                           |                                                                         |                                                                         |                                                                         |                                                                         |                                                                         |
| Historische Beratung             | Karl Czok, Günter Vogler                                                                                     | Karl Czok, Günter Vogler                                                | Karl Czok, Günter Vogler                                                |                                                                         |                                                                         |                                                                         |
| Aufnahmeleitung                  | Heinz Walter, Peter Schlaak, Manfred Bendick, Thomas Noack                                                   | Heinz Walter, Peter Schlaak, Manfred Bendick, Thomas Noack              | Heinz Walter, Peter Schlaak, Thomas Noack                               | Heinz Walter, Peter Schlaak, Thomas Noack                               | Heinz Walter, Peter Schlaak, Thomas Noack                               | Heinz Walter, Peter Schlaak, Thomas Noack                               |
| Assistenz-Regie                  | Ulrich Kanakowski                                                                                            | Ulrich Kanakowski                                                       |                                                                         |                                                                         |                                                                         |                                                                         |
| Regie-Assistenz                  | Rosemarie Müller, Stefan Trampe                                                                              | Rosemarie Müller, Stefan Trampe                                         | Ulrich Kanakowski, Diane Hoffmann                                       | Dirk Jungnickel, Diane Hoffmann                                         | Dirk Jungnickel, Diane Hoffmann                                         | Dirk Jungnickel, Diane Hoffmann                                         |
| Ton                              | Hans-Joachim Kreinbrink                                                                                      | Hans-Joachim Kreinbrink                                                 | Hans-Joachim Kreinbrink                                                 | Hans-Joachim Kreinbrink                                                 | Hans-Joachim Kreinbrink                                                 | Hans-Joachim Kreinbrink                                                 |
| Tonschnitt                       | Ursula Zweig, Wolfgang Hartwig                                                                               | Ursula Zweig, Wolfgang Hartwig                                          | Wolfgang Hartwig                                                        | Wolfgang Hartwig                                                        | Wolfgang Hartwig                                                        | Wolfgang Hartwig                                                        |
| Tonmischung                      | Christfried Sobczyk                                                                                          | Christfried Sobczyk                                                     | Christfried Sobczyk                                                     | Christfried Sobczyk                                                     | Christfried Sobczyk                                                     | Christfried Sobczyk                                                     |
| Beleuchtungsmeister              | Heinz Anders                                                                                                 | Heinz Anders                                                            | Heinz Anders                                                            | Heinz Anders                                                            | Heinz Anders                                                            | Heinz Anders                                                            |
| Kamera-Assistenz                 | Wolfgang Kroffke, Siegfried Skoluda                                                                          | Wolfgang Kroffke, Siegfried Skoluda                                     | Heinz Pufahl, Hans-Joachim Knospe                                       | Heinz Pufahl                                                            | Heinz Pufahl                                                            | Heinz Pufahl                                                            |
| Bauausführung                    | Wolfgang Kiehl, Erika Müller, Gunter Stötzel, Hans Quappe                                                    | Wolfgang Kiehl, Erika Müller, Gunter Stötzel, Hans Quappe               | Hans-Joachim Schwarz, Wolfgang Kiehl, Lutz Peter                        | Hans-Joachim Schwarz, Wolfgang Kiehl, Lutz Peter                        | Hans-Joachim Schwarz, Wolfgang Kiehl, Lutz Peter                        | Hans-Joachim Schwarz, Wolfgang Kiehl, Lutz Peter                        |
| Waffen und Pyrotechnik           | |                                                                         | Erich Pichottke                                                         | Erich Pichottke                                                         | Erich Pichottke                                                         | Erich Pichottke                                                         |
| Requisite                        | Jörg Danneberg, Jürgen Rutzen                                                                                | Jörg Danneberg, Jürgen Rutzen                                           | Jörg Danneberg, Jürgen Rutzen                                           | Jörg Danneberg, Jürgen Rutzen                                           | Jörg Danneberg, Jürgen Rutzen                                           | Jörg Danneberg, Jürgen Rutzen                                           |
| Kostüme                          | Ursula Strumpf                                                                                               | Ursula Strumpf                                                          | Ursula Strumpf                                                          | Ursula Strumpf                                                          | Ursula Strumpf                                                          | Ursula Strumpf                                                          |
| Gewandmeister                    | Hans Linke, Ruth Kiecker, Kerstin Lindner                                                                    | Hans Linke, Ruth Kiecker, Kerstin Lindner                               | Hans Linke, Ruth Kiecker, Kornelia Presch                               | Hans Linke, Ruth Kiecker, Kornelia Presch                               | Hans Linke, Ruth Kiecker, Kornelia Presch                               | Hans Linke, Ruth Kiecker, Kornelia Presch                               |
| Masken                           | Irmgard Lippmann                                                                                             | Irmgard Lippmann                                                        | Irmgard Lippmann                                                        | Irmgard Lippmann                                                        | Irmgard Lippmann                                                        | Irmgard Lippmann                                                        |
| Masken                           | Karin Wacker, Hannelore Petzold, Inge Pfenninger, Hannelore Fiedler                                          | Karin Wacker, Hannelore Petzold, Inge Pfenninger, Hannelore Fiedler     | Heinz Kosse, Axel Wagner, Ursula Funk                                   | Heinz Kosse, Axel Wagner, Ursula Funk                                   | Heinz Kosse, Axel Wagner, Ursula Funk                                   | Heinz Kosse, Axel Wagner, Ursula Funk                                   |
| Masken                           | Erich Runge                                                                                                  | Erich Runge                                                             | Christa Eifler                                                          | Erich Runge                                                             | Christa Eifler                                                          | Christa Eifler                                                          |
| Schnitt                          | Thea Richter                                                                                                 | Thea Richter                                                            | Ursula Rudzki                                                           | Ursula Rudzki                                                           | Ursula Rudzki                                                           | Ursula Rudzki                                                           |
| Musik                            | Karl-Ernst Sasse                                                                                             | Karl-Ernst Sasse                                                        | Karl-Ernst Sasse                                                        | Karl-Ernst Sasse                                                        | Karl-Ernst Sasse                                                        | Karl-Ernst Sasse                                                        |
| Szenenbild                       | Georg Kranz                                                                                                  | Georg Kranz                                                             | Gerhard Helwig                                                          | Gerhard Helwig                                                          | Gerhard Helwig                                                          | Gerhard Helwig                                                          |
| Kamera                           | Horst Hardt                                                                                                  | Horst Hardt                                                             | Horst Hardt                                                             | Horst Hardt                                                             | Horst Hardt                                                             | Horst Hardt                                                             |
| Produktionsleitung               | Horst Dau | Horst Dau                                                               | Horst Dau                                                               | Horst Dau                                                               | Horst Dau                                                               | Horst Dau                                                               |
| Regie                            | Hans-Joachim Kasprzik                                                                                        | Hans-Joachim Kasprzik                                                   | Hans-Joachim Kasprzik                                                   | Hans-Joachim Kasprzik                                                   | Hans-Joachim Kasprzik                                                   | Hans-Joachim Kasprzik                                                   |

## Nachwirkung
Im Jahr 2011 legten die Dresdner und die Chemnitzer Morgenpost die gesamte Fernsehserie in sechs Teilen als DVD ihren Ausgaben bei. Gleichzeitig startete sie eine 25-teilige Zeitungsserie, die sich mit der DDR-Verfilmung beschäftigte. So wurden die Dreharbeiten in Dresden unter die Lupe genommen, die Probleme während der Produktion beleuchtet, Schauspieler und Regisseur vorgestellt. Außerdem wurde die Geschichte Augusts des Starken und seiner Gegenspieler aus einem neuen Blickwinkel beleuchtet. Die Reaktion der Leser war überwältigend. Ein zweiter Teil der Reihe erschien unter dem Motto: „Was vom Glanze übrigblieb“. Autor Jens Jungmann begab sich dafür auf Spurensuche in Warschau, Krakau, Dresden, Pretzsch, Hubertusburg und vielen anderen Wirkungsstätten der beiden großen Kurfürsten, brachte viele noch unbekannte Details und Geheimnisse ans Licht. Dabei standen die Direktoren und Experten der Museen der Staatlichen Kunstsammlungen zu Dresden, des Sächsischen Hauptstaatsarchivs, der Schlösser und Gärten Sachsens, des Heimatvereines Pretzsch, des Königlichen Schlosses in Warschau und des Wawels in Krakau stets hilfreich und mit tiefem Wissen zur Seite. Beide Serien brachten der Morgenpost ein Auflagenplus von 25 Prozent, weshalb sich das Dresdner Druck- und Verlagshaus (DD+V) entschied, die Serie in komplett überarbeiteter Form im Mai 2012 als Buch mit Fotos, Gemälden und Skizzen unter dem Titel Sachsens Glanz und Preußens Gloria in den Handel zu bringen.
In Leander Haußmanns Film Stasikomödie (2022) wird Erich Mielke bei der Sichtung des Films gezeigt, den er genehmigt. Später wird im Film ein Maskenball zu Mielkes Ehren gegeben, auf dem dieser wie im Fernsehfilm als August der Starke verkleidet ist. Die Szene wurde als Anspielung darauf gedeutet, dass Haußmann in Sachsens Glanz und Preußens Gloria 1987 seine erste Darstellerrolle hatte.

## Weiterführende Informationen
Literatur
- Józef Ignacy Kraszewski: Gräfin Cosel. Ein Frauenschicksal am Hofe August des Starken. Historischer Roman (Originaltitel: Hrabina Cosel). Deutsch von Hubert Sauer-Žur. Aufbau-Taschenbuch-Verlag, Berlin 2000, ISBN 3-7466-1307-8, 305 S.
- Józef Ignacy Kraszewski: Graf Brühl. Historischer Roman (Originaltitel: Bruehl). Deutsch von Alois Hermann. Aufbau-Taschenbuch-Verlag, Berlin 2000, ISBN 3-7466-1306-X, 301 S.
- Józef Ignacy Kraszewski: Aus dem Siebenjährigen Krieg. Historischer Roman (Originaltitel: Z siedmioletniej wojny). Deutsch von Liselotte und Alois Hermann. Aufbau-Taschenbuch-Verlag, Berlin 2000, ISBN 3-7466-1308-6, 310 S.
- Sabine Spindler: Preußen in den DDR-Medien, dargestellt am Beispiel von „Sachsens Glanz und Preußens Gloria“. In: Der Wandel des Preußenbildes in den DDR-Medien (Bundeszentrale für politische Bildung, Schriftenreihe Medienberatung, Heft 1). 2. Aufl. Bonn 1997, S. 11–18.
- Dirk Jungnickel: Werkstattgespräch mit Albrecht Börner. In: ebd., S. 19–35.
- DVD-Edition (6 Teile) der Morgenpost Sachsen, 2011
- Jens Jungmann. In: Morgenpost Sachsen (Dresden, Chemnitz), Serie von, 2011
- Jens Jungmann: Sachsens Glanz und Preußens Gloria. 1. Auflage. SZ-Edition, Dresden 2012
- Machtkampf am Hofe. In: Berliner Zeitung, 13. Januar 2003; zu Sachsens Glanz und Preußens Gloria
- Gestern ein König. In: FAZ, 19. Juni 2010; zu Sachsens Glanz und Preußens Gloria

Dokumentation
- 2014: Sachsens Glanz und Preußens Gloria – Kulissen einer Filmlegende (MDR-Dokumentarfilm aus der Reihe: Der Osten – Entdecke wo du lebst, Drehbuch: Stephan Heise, Länge: ca. 30 Minuten, EA: 26. August 2014)[3][4]
- 2020: Sachsens Glanz & Preußens Gloria – Geheimnis einer Legende (MDR-Dokumentarfilm aus der Reihe: Der Osten – Entdecke wo du lebst von Kerstin Mauersberger, Länge: ca. 45 Minuten, EA: 27. Dezember 2020)[5]

Verweise
- Teil 1: Gräfin Cosel bei IMDb
- Teil 2: Brühl bei IMDb
- Teil 3: Aus dem siebenjährigen Krieg bei IMDb
- Sachsens Glanz und Preußens Gloria bei filmportal.de
- Sachsens Glanz und Preußens Gloria im Lexikon des internationalen Films

Belege
1. ↑  Historisch korrekter ist der Rufname Constantia.
2. ↑  Maria Wiesner: FAZ: Liebe, Spitzelei und Frömmigkeit. Abgerufen am 29. Mai 2022.
3. ↑  Sachsens Glanz und Preußens Gloria. Abgerufen am 27. Dezember 2020.
4. ↑  imfernsehen GmbH & Co KG: Der Osten – Entdecke wo du lebst Folge 137: Sachsens Glanz und Preußens Gloria – Kulissen einer Filmlegende. Abgerufen am 27. Dezember 2020.
5. ↑  Making of: „Sachsens Glanz und Preußens Gloria“. In: mdr.de. MDR, abgerufen am 27. Dezember 2020.